# 라합

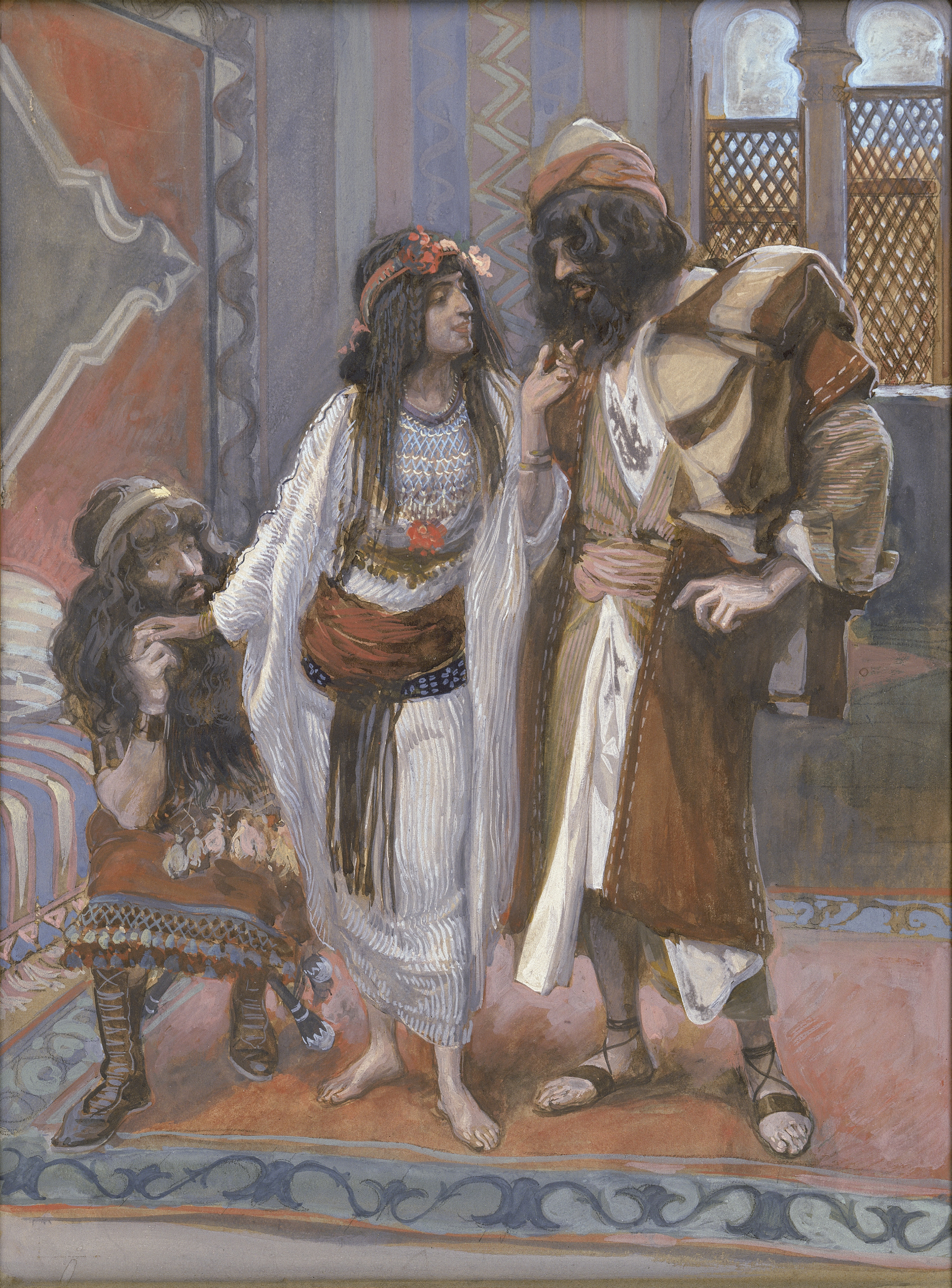
라합(가운데)

라합(Rahab)은 여호수아기에 따르면 약속의 땅의 여리고에 거주하던 여성으로, 공격에 앞서 도시를 정찰하기 위해 보냄을 받은 2명의 남성을 숨김으로써 이스라엘 민족을 도왔다. 신약성경에서 그녀는 신앙으로 살았던 성인의 한 예로 언급된다. 예수의 조상이기 때문에 신격화된 면도 있다.
킹 제임스 성경은 이 인물의 이름을 Rachab으로 명기하고 있다. 대부분의 현대 성경 번역판에서는 Rahab을 그대로 사용한다.

## 라합의 직업
여호수아 2장 1절에서 라합을 묘사하는 데 사용된 히브리어 אשו זונו(ishah zonah)는 문자적으로 "창녀"를 의미한다. 그러나 랍비 문서에서 그녀는 타르굼 조나단(Targum Jonathan) 및 기타 본문(유대 바빌로니아 아람어: פֻנדְקֵיתָא, 로마자 표기: pundòqeṯā)에 근거하여 "여관 주인"으로 설명된다. 히브리어 조나(zōnâ)는 세속적이거나 제의적인 매춘을 의미할 수 있으며, 최근 학자들이 이에 대해 이의를 제기하고 있지만 후자는 가나안 종교의 변함없는 요소였다고 널리 믿어지고 있다. 그러나 의식 매춘부를 지칭하는 데 사용할 수 있는 별도의 단어인 qūdēšâ가 있었다.
요세푸스는 라합이 여관을 운영했지만 단순히 방을 임대하는 것이 그녀의 유일한 수입원인지에 대해서는 침묵했다고 언급한다. 여관과 매춘업소가 같은 건물 내에서 운영되는 것은 드문 일이 아니었다. 따라서 라합의 숙소에 들어가는 것이 반드시 여호수아의 명령에서 벗어난 것은 아니다. 실제로 로버트 볼링(Robert Boling)이 지적했듯이 그러한 시설은 스파이가 정보를 수집하기에 이상적인 장소였을 수도 있다. 많은 학자들은 여호수아 2장의 서술자가 독자들에게 "군 복무와 음란한 집 사이의 옛날 공생"을 상기시키려고 의도했을 수도 있다고 지적했다.
기독교 신약성경에서 야고보서와 히브리서에서는 70인역 번역자들이 그리스어 "πόρνι"(포르네, 영어로 보통 "창녀" 또는 "매춘부"로 번역함)를 사용하는 설정한 전통을 따라 라합을 설명한다.
윌리엄 L. 라이온스(William L. Lyons)는 성서 해석자들이 라합을 여호수아의 정탐꾼들과의 상호 작용에서 환대, 자비, 믿음, 인내 및 회개의 모델로 보았다는 사실을 관찰했다. 그리하여 여리고의 창녀는 미덕의 귀감이 되었다.